# Ernst Veenemans
Ernst Willem Veenemans (Haarlem, 18 maart 1940 - Laren, 2 oktober 2017) was een Nederlands roeier. Hij vertegenwoordigde Nederland tweemaal op de Olympische Spelen en won hierbij in totaal één medaille.
Veenemans roeide voor de Amsterdamse roeivereniging ASR Nereus. In 1960 maakt hij zijn olympisch debuut op de Olympische Spelen van Rome. Hij kwam met zijn roeipartner Steven Blaisse uit op het onderdeel twee zonder stuurman. De roeiwedstrijden vonden plaats op het meer van Albano. De Nederlandse boot werd in de eliminaties vierde (7.26,52) en in de herkansing derde (7.21,70). Hiermee was het tweetal uitgeschakeld.
In 1961 boekte Veenemans zijn eerste succes met Blaisse met het winnen van een bronzen medaille op de Europese kampioenschappen in Praag. Indertijd een medaille van mondiale allure omdat er geen wereldkampioenschappen werden gehouden. Het jaar erop namen Blaisse, Veenemans, Sjoerd Wartena en Sipke Castelein deel aan de Varsity voor ASR Nereus, die ze winnend afsloten.
In 1964 werd Veenemans, wederom met Blaisse, Europees kampioen op de Bosbaan. Later dat jaar op de Olympische Spelen van Tokio nam hij net als vier jaar eerder deel aan de twee zonder stuurman. De roeiwedstrijden vonden plaats op de roeibaan van Toda. Deze baan was reeds was aangelegd voor de geplande Olympische Spelen van 1940. Ditmaal ging het hun beter af. Ze wonnen de eerste serie (7.21,03) en werden in de finale tweede in 7.33,40. De wedstrijd werd gewonnen door Canada (George Hungerford en Roger Jackson) dat in 7.32,94 over de finish kwam.
Veenemans was de broer van Paul Veenemans, die op de Olympische Zomerspelen van 1972 een zevende plaats behaalde bij de dubbeltwee.

## Palmares

### roeien (twee zonder stuurman)
- 1960: herkansing OS in Rome - 7.42,15
- 1961:  EK in Praag
- 1964:  EK in Amsterdam - 6.42,55
- 1964:  OS in Tokio - 7.33,40

### roeien (vier met stuurman)
- 1962:  Varsity

Steven Blaisse · 
Ernst Veenemans
Steven Blaisse · 
Ernst Veenemans